# Alberto Fremura
Alberto Fremura (Livorno, 1936 – Fénis, 7 aprile 2023) è stato un pittore, scrittore e umorista satirico italiano.

Alberto Fremura

Maestro nel caricaturismo politico, pubblicato dal Travaso a il Borghese di Leo Longanesi e Gianna Preda, dal Resto del Carlino e La Nazione al Giornale di Montanelli. Illustratore a tutto tondo, ha collaborato anche alla britannica Punch, la francese Paris Match, la statunitense New Yorker, l'italiana linus. Autore non solo di satira politica ma anche di personaggi spassosi come "Chelseabradburingintonnesexbrown" (detto "Chel") e "001 Agente segretissimo", pubblicati da Longanesi in "Che vita, ragazzi!". Ha illustrato la Genesi e il calendario di Frate Indovino, scritto diverse fiabe, anche Pinocchio in aretino.
Di lui scrisse Jacovitti, altro grande umorista: "L'umorismo di Fremura è di quello più sicuro – che fa ridere e pensare anche a chi sta in mezzo al mare!".

## Biografia
Nacque a Livorno nel 1936 e si laureò in economia all'Università di Pisa. Già da ragazzo amava le vignette e le disegnava di notte, così come avevano fatto suo padre e suo nonno. Disse di sé: "Sono nato col tarlo del disegno". Nel 1957, a 21 anni, esordì sul Travaso ("La prima vignetta fu firmata da mio padre"),, quindi in treno si recò a Londra per presentare i suoi disegni ad una rivista di punta, Punch; quindi collaborò anche con il New Yorker, lo svizzero in lingua tedesca Nebelspalter, Paris Match, in Italia L'Europeo e nel 1962 vinse la Palma d’Oro al "Salone internazionale dell'umorismo" di Bordighera. Nel 1970 collaborò anche con Il Borghese finendo per essere etichettato di destra ("Non sono fascista né di destra. Sono un moderato, se vogliamo posso anche essere definito un disegnatore perbenista"), quindi con Paese Sera e linus. Per tre anni collaborò anche a Il Giornale di Montanelli.
Nel 1969 fondò, insieme a Giuliano Nistri e Giovanni Isidori, la rivista umoristica Allucinogeno.
Non ha trascurato la pittura (una mostra all'anno) e i libri tra cui Nonna ministra (di gastronomia con Aldo Fabrizi), Arca Miseria, Profumi e balocchi, I proverbi toscani dei Giusti, Che vita ragazzi: Pelle e Ossola, Urge diluvio stop. Attribuiva alla satira questo ruolo: "Ha una funzione demitizzante. Il conformismo dei giornali e della televisione è tale che la gente si crea, anche involontariamente, dei miti. Berlinguer, Zaccagnini, Andreotti diventano dei santi. Le nostre vignette servono a riportarli sulla terra".
Fremura morì nell'aprile 2023 all'età di 87 anni a Fenis, in Valle d'Aosta, dove si era trasferito da qualche tempo per stare vicino alla figlia Cristina. Aveva anche un'altra figlia, Arianna, artista.

## Fumetti
Tra satira, umorismo e arte pittorica, Fremura ha un posto nella storia del fumetto con il suo personaggio Ermogene, derivato come idea di base  dalle sue vignette su Punch prima di diventare protagonista di storie strutturate. Ermogene è un cane «che ama confondersi con gli uomini, senza però riuscire ad accettarne i costumi».

## Opere
- Buonanotte, signore: rondo semiserio, Milano, Zaccaria, 1962, SBN SBL0249125.
- (DE) Keine Zeit? Ein neues Stundenbuch, Zürich, Diogenes, 1966, SBN BCT0070624.
- Alberto Fremura: dall'11 luglio al 21 luglio 1977, Riccione, Galleria d'arte la Tavolozza, 1977, SBN LO1\2127721.

## Premi e riconoscimenti
- 1962 – Palma d'Oro al Salone internazionale dell'umorismo, Bordighera
- 1989 – Premio Satira Politica, Forte dei Marmi
- 2001 – Premio Giorgio Cavallo, Moncalieri